# KMOX
KMOX (1120 AM), également connue sous le nom NewsRadio 1120, est une station de radio américaine basée à Saint-Louis, dans le Missouri, et  affiliée au réseau de radiodiffusion CBS Radio News.
KMOX est une station de classe A, un type de station AM disposant d'un émetteur de très forte puissance - 50 kW dans le cas de KMOX - lui permettant d'avoir une couverture exceptionnellement large, tant de jour que de nuit. Son émetteur, situé à Pontoon Beach, dans l'État de l'Illinois, lui permet de couvrir, de nuit, une partie importance du centre des États-Unis.
KMOX est la radio historique du club de baseball des Cardinals de Saint-Louis.

## Historique
KMOX est fondée en 1925.